# Pauropsylla purpurescens
Pauropsylla purpurescens är en insektsart som beskrevs av Mathur 1975. Pauropsylla purpurescens ingår i släktet Pauropsylla och familjen spetsbladloppor. Inga underarter finns listade i Catalogue of Life.